# Emílie Juliana Barby-Mühlingenská
Emílie Juliana Barby-Mühlingenská (19. srpna 1637, Rudolstadt – 3. prosince 1706, tamtéž) byla hraběnka ze Schwarzburgu-Rudolstadtu a autorka hymnů.

## Život
Narodila se 19. srpna 1637 v Rudolstadtu jako dcera hraběte Alberta Fridricha I. Barby-Mühlingenského a Žofie Uršula Oldenbursko-Delmenhorstské.
Během Třicetileté války byl otec a její rodina pronásledovány pro svou luteránskou víru a uchýlili se na zámek Heidecksburg v Rudolstadtu.
Po smrti jejího otce (1641) a matky (1642) byla adoptovaná její tetou hraběnkou Emílií Oldenbursko-Delmenhorstskou. Byla vzdělávána spolu se svými rodinnými vrstevníky pod vedením Ahasueruse Fritsche a dalších učitelů.
Dne 7. července 1665 se vdala za svého bratrance hraběte Alberta Antona Schwarzbursko-Rudolstadtského. Měli spolu dvě děti:
- hrabě Ludvík Fridrich I. Schwarzbursko-Rudolstadtský (1667–1718)
- hraběnka Albertina Antonie (1668)

Patřila k jedním z nejproduktivnějších skladatelů hymnů (více než 600).
Zemřela 3. prosince 1706.